# Costabella
Costabella és una masia situada al municipi de Sant Aniol de Finestres a la comarca catalana de la Garrotxa.